# Lembang Sari
Lembang Sari is een bestuurslaag in het regentschap Tangerang van de provincie Banten, Indonesië. Lembang Sari telt 8277 inwoners (volkstelling 2010).